# Pomoquita, Tabasco
Pomoquita är en ort i Mexiko.   Den ligger i kommunen Tacotalpa och delstaten Tabasco, i den sydöstra delen av landet, 700 km öster om huvudstaden Mexico City. Pomoquita ligger 160 meter över havet och antalet invånare är 288.
Terrängen runt Pomoquita är kuperad norrut, men söderut är den bergig. Runt Pomoquita är det ganska tätbefolkat, med 93 invånare per kvadratkilometer. Närmaste större samhälle är Amatán, 9,6 km väster om Pomoquita. I omgivningarna runt Pomoquita växer i huvudsak städsegrön lövskog.